# Cão de Castro Laboreiro
Der Cão de Castro Laboreiro (CCL) ist eine von der FCI anerkannte portugiesische Hunderasse (FCI-Gruppe 2, Sektion 2.2, Standard Nr. 170).

## Herkunft und Geschichte
Namensgebend war die portugiesische Ortschaft Castro Laboreiro. Der Rasse wird, wie dem Berghund der Serra da Estrela, nachgesagt, zu den ältesten in Europa zu gehören.
Die Hunde werden als Schutzhunde für das Vieh und auf den Höfen in der Region von Castro Laboreiro gehalten. Sie werden auch zum Bewachen von Haus und Hof genutzt. Bedingt durch die Lebensweise der Menschen, die diese Region bewohnen, musste der Hund agil und beweglich sein. Das Klima zwang und zwingt die Menschen dort bis heute zum „Weidetourismus“. Durch diese Haltung und ihren Einsatz unter widrigsten Bedingungen entstand ein besonderer Typ Schutzhund, der sich von den anderen Herdenschutzhunden in vielen Punkten unterscheidet.

## Beschreibung
Der Cão de Castro Laboreiro ist ein mittelgroßer sehr eleganter Hund.
Neben so genannten Showdogs (Ausstellungshunden), gibt es Arbeitslinien, bei denen die Eigenschaften als Gebrauchshund im Mittelpunkt der Zucht stehen. Das Haar ist dick, dicht, gegen jede Art von Wetter beständig, glatt und am ganzen Körper anliegend. Meist ist die Brust buschig. Die Rute wird säbelartig nach hinten getragen und ist in der Mitte buschig. Das Haar ist kurz (ungefähr 5 cm); längeres Haar kommt je nach Farbschlag vor: cor du monte, lobeiro claro und lobeiro escuro sowie „cor du pinao“, rot-braun-grau in allen Schattierungen, einfarbig sandfarben und schwarz. Das Fell verschmilzt so mit den vorwiegenden Landschaftsfarben im Hochland Portugals. Die Augen sind mandelförmig und von haselnuss- bis bernsteinbraun. Die Ohren sind mittelgroß, fast dreieckig mit abgerundeter Spitze; mäßig hoch angesetzt, am Kopf hängend anliegend. Der Gang ist tänzelnd elegant und sehr beweglich. Der Cão de Castro Laboreiro darf Wolfskrallen haben.
Rüden werden 58–64 cm groß und wiegen 30–40 kg; Hündinnen sind mit 55–61 cm bei 25–35 kg etwas kleiner und leichter.
Den Cão de Castro Laboreiro gibt es in verschiedenen Schlägen. Der Typ aus dem Süden unterscheidet sich in seiner Kopfform von dem aus dem Norden.

## Wesen und Verwendung
Der Cão de Castro Laboreiro ist ein sehr guter Wachhund. In seiner Ursprungsregion verteidigt er Vieh, Haus und Hof unter anderem gegen den in dieser Gegend auch heute noch vorkommenden Wolf. Er ist freundlich zum Besitzer und seiner Familie, jedoch weniger gehorsam als manch anderer Gebrauchshunde. Er hat keinerlei will-to-please. Er ist misstrauisch gegenüber Fremden und Fremdem. Auf Grund seiner ursprünglichen Haltungsbedingungen eignet er sich auch als Familienhund, der andere Tiere respektiert. Der Cão de Castro Laboreiro braucht einen Halter, der ihm mit Respekt und liebevoller Konsequenz begegnet. Er ist es gewohnt, selbstständig zu entscheiden und zu agieren.